# Sporobolius
Sporobolius is een geslacht van rechtvleugeligen uit de familie veldsprinkhanen (Acrididae). De wetenschappelijke naam van dit geslacht is voor het eerst geldig gepubliceerd in 1941 door Uvarov.

## Soorten
Het geslacht Sporobolius omvat de volgende soorten:
- Sporobolius darlingi Uvarov, 1941
- Sporobolius infuscata Descamps, 1965
- Sporobolius jacksoni Kevan, 1956